# Рене Вивијен
Полин Мери Тарн (енгл. Pauline Mary Tarn, позната под именом Рене Вивијен (фр. Renée Vivien; Лондон, 11. јун 1877 - Париз, 18. новембар 1909) била је британска књижевница, која је писала на француском језику.
Ћерка добростојећих родитеља, оца Британца и мајке Американке, одрасла је и образована у Лондону и Паризу. Након мучних догађаја око очевог наследства, током којих је мајка покушала да је смести и у душевну болницу, као богата наследница, лишена материјалних брига одлази у Париз, у својој двадесет и првој години. У Паризу је започела боемски живот, уживајући у хедонистичком животу и отвореном исказивању љубави према женама. Преузела је надимак Сапфо 1900, угледајући се на старогрчку песникињу Сапфо. Пропутовала је Европу, Северну Америку, обишла север Африке и Блиски исток, а стигла је и до Јапана и Кине. Својим животом, испуњеним пороцима, фантазијама и фетишима надовезала се на традицују такозваних проклетих песника. Нарушеног здравља и телесно истрошена умрла је у тридесет и другој години живота.
Декадентна песникиња андрогиног и ексцентричног понашања, Рене Вивијен, пленила је својом дубоком и разгранатом културом, у потпуности усаглашеном са периодом -Belle époque}- у Паризу, али и у дијалогу са другим културним обрасцима, удаљеним у простору и времену. Као песникиња припадала је маниризму парнасизма и симболизма. Писала је сонете, потом песме у иначе ретком хендекасилапском стиху, као и поезију у прози. У њеним песничким збиркама доминирају вечне теме младости и лепоте, потом старења, пропадања и смрти. У својој прози супростављала се маниру симболизма у представљању женске фигуре као неактивне, непомичне и бледе, Рене Вивијен се определила за сликање снажне и делатне женскости која се буни против наметнутих оквира.

## Биографија

### Детињство и бег у Париз
Рене Вивијен, рођена је као Полин Мери Тарн (Pauline Mary Tarn), 11. јуна. 1877, у Лондону. Ћерка добростојећих родитеља, оца Британца и мајке Американке, одрасла је и образована у Лондону и Паризу. Након мучних догађаја око очевог наследства, током којих је мајка покушала да је смести и у душевну болницу, као богата наследница, лишена материјалних брига одлази у Париз, у својој двадесет и првој години. У потпуности је усвојила француски језик, који је учила од детињства, и културу, a на матерњем језику више није желела да пише. И док су пре ње многи англосаксонски писци, емигриравши у Париз, попут Хемингвеја и Гертруде Стајн, радили на томе да поједноставе енглески идиом, Вивијен се у потпуности одрекла матерњег језика, тврдивши да је француски језик за њу језик слободе. Поред тога што је, како је нагласила у својој преписци, атмосферу викторијанске и едвардијанске Енглеске доживљавала као загушљиву и тескобну, Вивијен је одбегла у Француску и зато што је била лезбијка. Француска тог времена је гајила толерантнији став према хомосексуалцима и није их кривично гонила, како је то чинило енглеско друштво; уточиште у Француској нашао је и Оскар Вајлд, након што је био осуђен на две године тешке робије под оптужбом да је учествовао у хомосексуалном чину.

### Слобода у Паризу
Њено богатство омогућило јој је да у Паризу живи слободно и боемски. Отворена је писала песме и прозу славећи своју љубав према женама. Живела је у раскошном стану на авенији Булоњска шума бр. 23, а башта јој је била уређена у јапанском стилу. Стан је био опремљен антиквитетима купљеним у Лондону  и егзотичним предметима са далеког истока.
Поред тога што је била образована, Вивијен је била и велика путница. Пропутовала је Европу, Северну Америку, Египат, већи део блиског истока, Кину, Јапан. У јавности је била препознатљива по свом андрогином изгледу и раскошној одећи. Савременици су је сматрали лепом и елегатном.

### Љубавне афере
Убрзо након доласка у париз упустила се у љубавну везу са америчком списатељицом Натали Клифорд Барни. Веза је била бурна, препуна неверстава и љубоморе. Њихов однос се окончао када је Натали отишла за Америку 1901. године. Такође, дугогодишње познанство са другарицом из детињства, Виолет Шилито, оставило је дубоког трага на психолошком профилу Рене Вивијен. Веза никада није остварена, а када је Виолет Шилето преминула од тифуса, Рене Вивијен се осећала кривом, и саму себе је оптуживала до краја живота. Након шест месеци Натали Барни се вратила у Париз и желела је по сваку цену да јој се љубавиница врати. Вивијен је одбијала да се са њом састане, а Натали је све до смрти наставила да јој пише љубавна писма, шаље поклоне и особе са налогом да је смилостиве.
Вивијен је имала и друге страствене везе. Међу њима посебно је била јака веза са баронесом Eленом ван Зилен, припадницом париског огранка породице Ротшилд. Иако је имала лезбијске везе, Елена је била удата и имала је два сина. Неколико година је била снажна подршка Вивијени пружајући јој утеху и сигурност. Због Зилениног друштвеног положаја и брака, нису могле да се заједно појављују у јавности. Ипак, заједно су путовале и одржавале дискретну везу годинама. Вивијен се у писму своме пријатељу Жану Шарл-Брину поверила да своју везу са баронесом доживљава као брак. Заједно су писале поезију и прозу под псеудонимом Пол Риверсдејл. Данас проучаваоци сматрају да је све те књиге Вивијен сама писала, као и друге књиге које је бароница потпислаа својим именом.
Док је још била у вези са бароницом, Рене је добила писмо од Кериме Турхан, супруге османског дипломате у Истанбулу. Њих две су започеле страствено дописивање. Кериме  је била образована у складу са француским обичајима, али је у харему живела по исламским правилима. Стога строги турски обичаји никада нису дозволили да се њих две упознају. Овом разочарању придружило се и друго: баронеса де Зилен оставила је Рене због друге жене 1907. године. Дубоко повређена, отпутовала је на дужи временски период.

### Самодеструктивно понашање
Проблеми на љубавном плану само су отежале њене психичке кризе, које су се извесно време развијале и убрзавале њен физички суноврат. Све се више окретала алкохолу, опојним дрогама и садомазохистичким фантазијама. Давала је одушке својим бројним фетишима и неурозама; сексуални промискуитет испуњавао јој је дане и ноћи, а упала је у самоубилачку депресију и тешку анорексију.
Емотивно утучена и у дубоким новчаним дуговима, Вивијен је покушала да изврши самоубисто у Лондону 1908. године, тако што је испила отров лежећи на кревету и држећи букет љубичица поред срца. У својој намери није успела, а додатно је и зарадила упалу плућа. Када се вратила у Париз, све више је слабила. Оболела је од хроничног гастритиса услед злоупотребе алкохола и пића са хлоралом хидратом. Такође, одбијала је да узима храну, те је пре своје смрти тежила око 31 килограм. Вишеструки неуритиси изазвали су кочење удова, те је морала да хода уз помоћ штапа.

### Смрт
Потпуно исцрпљена, Рене Вивијен је умрла 18. новембра 1909. године, у својој тридесет и другој години. Сахрањена је на гробљу у Пасију, отменом кварту Париза у којем је живела.

Њена бивша љубавница Натали Клифорд Барни је у свом делу Мисаоне авантуре за Рене Вивијен написала:
| „ | Више него било која друга жена, живела је као свештеница смрти, стога је смрт билo њено последње ремек-дело | ” |

.

## Књижевно стваралаштво
Рене Вивијен је писала поезију, приповетке и романе. Сачуван је и део њене преписке. Суверено и виртуезно је владала француским језиком и песничком формом, те се сасвим уклапа у идеје лепоте и владавину форме француског Belle époque-а.
Као песникиња припадала је маниризму парнасизма и симболизма. Писала је сонете, потом песме у иначе ретком хендекасилапском стиху. У њеним песничким збиркама доминирају вечне теме младости и лепоте, потом старења, пропадања и смрти; дубоко развијен неспокој према физичком постојању доживљава у њеној поезији свој пароксизам, а њене песничке снаге, иначе виртуозне, исцрпљују се у трагању
за митским рајем, изгубљеним рајем, сасвим на трагу Прустове замисли.
Написала је роман Жена ми се објавила (Une femme m’apparut) из 1904. године, а прозни врхунац достигла је збирком приповедака „Госпа од вучице“ (La Dame à la
louve) из 1904. године. Написана у традицији симболизма и декадетно-романтичарске морбидности у збирци се испитују поетички и животни ставови саме књижевнице, њена веровања, љубави и страхови. Супростављајући се маниру симболизма у представљању женске фигуре као неактивне, непомичне и бледе, Рене Вивијен се определила за сликање снажне и делатне женскости која се буни против наметнутих оквира. Нарочито подвлачи култ девичанства и телесне чистоте.
Сатирични састав Христ, Афродита, и господин Пепен (Le Christ, Aphrodite et M. Pepin), одражава посебан, духовит и ироничн аспект духа Рене Вивијен, који се повремено пробија у свим њеним прозним саставима. У једној фази свог живота она је покушала да се приближи католицизму, желећи да у њему
нађе смирење и лек. До тога није дошло тако да је сатира уперена је против свештеничког и малограђанског поимања љубави.

## Наслеђе
Француска књижевница Колет, која је била Вивијенина пријатељица и комшиница од 1906. до 1908. године, исприповедала је деструктивно понашање Вивијен у поглављу књиге Чисто и нечисто, збирци портрета у коме је приказала разноврсне сексуалне портрете. Књига је написана 20-их, али је објављена 1932. године. Неколико  познаника Рене, укључујући и Натали Клифорд, оспоравали су начин на који је британска ауторка приказана у њој.
Елена ван Зилен је основала књижевну награду Рене Вивијен у част жене коју је волела и којој се дивила. Награда се додељује песникињама на почетку књижевне каријере.
Један трг у Паризу је понео њено име.

## Дела
- (лирска проза) 1902.
- (збирка песама) 1902.
- (збирка песама) 1903.
- , (превод Сапфине поезије)
- , (лирска проза) 1903.
- (роман) 1904.
- (новеле) 1904.
- (модерни преводи старогрчке лирике) 1904.
- (збирка песама) 1904;
- (збирка песама) 1907.
- (антологија песама) 1907.
- (сатирична поезија) 1907.
- (књига афоризама) 1908.
- (биографија) 1909.
- (антологија поезије и прозе) 1909.

## На српском језику
- Сапфа и друга проза, NoRules Publishing, Београд 2020. (превод с француског Дејан Ацовић)[9]